# Magaz de Cepeda
Magaz de Cepeda – gmina w Hiszpanii, w prowincji León, w Kastylii i León, o powierzchni 72,64 km². W 2011 roku gmina liczyła 397 mieszkańców.

## Wsie wchodzące w skład gminy
- Benamarías
- Magaz de Cepeda
- Porqueros
- Vanidodes
- Vega de Magaz
- Zacos